# Meridiano 121 E
O meridiano 121 E é um meridiano que, partindo do Polo Norte, atravessa o Oceano Ártico, Ásia, Oceano Índico, Austrália, Oceano Antártico, Antártida e chega ao Polo Sul. Forma um círculo máximo com o Meridiano 59 W.
Começando no Polo Norte, o meridiano 121º Este tem os seguintes cruzamentos:
| País, território ou mar | Notas                                                                             |
| ----------------------- | --------------------------------------------------------------------------------- |
| Oceano Ártico           |                                                                                   |
| Rússia                  |                                                                                   |
| China                   |                                                                                   |
| Mar Amarelo             | Baía de Liaodong Mar de Bohai                                                     |
| China                   | Península de Shandong                                                             |
| Mar Amarelo             |                                                                                   |
| China                   |                                                                                   |
| Mar da China Oriental   |                                                                                   |
| Estreito de Taiwan      |                                                                                   |
| Taiwan                  | Território reivindicado pela China                                                |
| Mar da China Meridional |                                                                                   |
| Filipinas               | Ilha de Luzon (passa em Manila) e Mindoro)                                        |
| Mar de Sulu             | Passa entre as Ilhas Cuyo, Filipinas · Passa a oeste das Ilhas Cagayan, Filipinas |
| Filipinas               | Ilha de Jolo e outras ilhas menores próximas                                      |
| Mar de Celebes          |                                                                                   |
| Indonésia               | Ilha Celebes (Península Minahassa)                                                |
| Golfo de Tomini         |                                                                                   |
| Indonésia               | Ilha Celebes                                                                      |
| Golfo de Bone           |                                                                                   |
| Mar de Banda            |                                                                                   |
| Indonésia               | Ilhas Selayar                                                                     |
| Mar das Flores          |                                                                                   |
| Indonésia               | Ilha das Flores                                                                   |
| Mar de Savu             |                                                                                   |
| Oceano Índico           |                                                                                   |
| Austrália               | Austrália Ocidental                                                               |
| Oceano Índico           |                                                                                   |
| Oceano Antártico        |                                                                                   |
| Antártida               | Território Antártico Australiano, reivindicado pela Austrália                     |